# Луксембург на Светском првенству у атлетици на отвореном 2017.
Луксембург је учествовао на Светском првенству у атлетици на отвореном 2017. одржаном у Лондону од 4. до 13. августа дванаести пут. Репрезентацију Луксембурга представљао је један атлетичар који су се такмичио у бацању кугле.,.
На овом првенству Луксембург није освојио ниједну медаљу, нити је оборен неки рекорд.

## Резултати

### Мушкарци
| Атлетичар    | Дисциплина   | Лични рекорд | Квалификације | Квалификације | Финале           | Финале  | Детаљи |
| Атлетичар    | Дисциплина   | Лични рекорд | Резултат      | Место         | Резултат         | Место   | Детаљи |
| ------------ | ------------ | ------------ | ------------- | ------------- | ---------------- | ------- | ------ |
| Боб Бертемес | Бацање кугле | 20,63д НР    | 19,10         | 15. у гр. Б   | Није се пласирао | 31 / 32 |        |